# Gustav Stähnisch
Gustav Stähnisch (* 6. April 1900 in Reinheim; † 2. September 1980 in Ost-Berlin) war ein deutscher Schauspieler und Hörspielsprecher.

## Leben
Über das Leben von Gustav Stähnisch war wenig in Erfahrung zu bringen. Jedoch wurde er bereits im 1. Heft des offiziellen Organs des Verbandes Schweizerische Bühnen Schweizer Theater vom November 1927 in einem Foto-Künstlerportrait erwähnt, was beweist, dass er bereits zu diesem Zeitpunkt als Schauspieler am Theater gewirkt hat. In der DDR war er vorrangig als Schauspieler in Filmen der DEFA und des Deutschen Fernsehfunks zu sehen und als Hörspielsprecher im Rundfunk der DDR zu hören. 
Gustav Stähnisch war mit der Schauspielerin Charlotte Stähnisch  (1897–1989) verheiratet und lebte in Berlin. Seine letzte Ruhestätte fand er auf dem Karlshorster und Neuen Friedrichsfelder Friedhof in der Robert-Siewert-Straße 57–67 in Berlin-Karlshorst.

## Filmografie
- 1955: Robert Mayer – Der Arzt aus Heilbronn
- 1957: Alter Kahn und junge Liebe
- 1957: Gejagt bis zum Morgen
- 1959: Reportage 57
- 1960: Papas neue Freundin (Fernsehfilm)
- 1960: Begegnung im Zwielicht (Spotkania w mroku)
- 1961: Das Rabauken-Kabarett
- 1961: Gewissen in Aufruhr (Fernsehfünfteiler, 1 Teil)
- 1963: Bonner Pitaval: Die Affäre Heyde-Sawade (Fernsehreihe)
- 1965/1990: Das Kaninchen bin ich
- 1966: Der Staatsanwalt hat das Wort: Der Rosenkavalier (Fernsehreihe)
- 1967: Hochzeitsnacht im Regen
- 1968: Der Staatsanwalt hat das Wort: Strafsache Anker
- 1976: Die Leiden des jungen Werthers

## Theater
- 1961: Revue: Berlin bleibt doch Berlin – Regie: ? (Friedrichstadt-Palast Berlin)

## Hörspiele
- 1959: Manfred Bieler: Ich bin nicht mein Bruder – Regie: Detlev Witte (Hörspiel – Rundfunk der DDR)
- 1960: Friedrich Karl Kaul/Walter Jupé: Der Fall Jörns – Regie: Hans Knötzsch (Hörspiel – Rundfunk der DDR)
- 1963: Horst Berensmeier: Manko – Regie: Fritz-Ernst Fechner (Kriminalhörspiel – Rundfunk der DDR)
- 1963: Richard Groß: Der goldene Boden – Regie: Wolfgang Brunecker (Hörspiel – Rundfunk der DDR)
- 1966: Barbara Winkler: Die Geschichte mit dem Koffer (Türke) – Regie: Manfred Täubert (Kinderhörspiel/Kurzhörspiel/Rätselsendung – Rundfunk der DDR)
- 1966: Kurt Kusenberg/Beate Möhring: Er kommt weit her – Regie: Horst Liepach (Hörspiel – Rundfunk der DDR)
- 1967: Leo Kalervo: Stellungswechsel (Hausmeister) – Regie: Wolf-Dieter Panse (Hörspiel – Rundfunk der DDR)
- 1967: Rolf Wohlgemuth: Verraten und verkauft – Regie: Peter Groeger (Hörspiel – Rundfunk der DDR)
- 1967: Heinz Beck: Treffpunkt Mittelkeller – Regie: Joachim Staritz (Kriminalhörspiel – Rundfunk der DDR)
- 1968: Vito Blasi/Anna-Luisa Meneghini: Eiertanz – Regie: Hans Knötzsch (Hörspiel – Rundfunk der DDR)
- 1968: Ernst Ottwalt: Kalifornische Ballade – Regie: Fritz Göhler (Hörspiel – Rundfunk der DDR)